# Västermo landskommun
Västermo landskommun var en tidigare kommun i Södermanlands län.

## Administrativ historik
Kommunen inrättades i Västermo socken i Västerrekarne härad i Södermanland när 1862 års kommunalförordningar började gälla den 1 januari 1863.
Landskommunen uppgick vid kommunreformen 1952 i Västra Rekarne landskommun vilken 1971 uppgick i Eskilstuna kommun.

## Politik

### Mandatfördelning i Västermo landskommun 1946
| 5 | 9 | 6 |

| 17 | 3 |